# Karotin
Karotin eller karoten er kemiske forbindelse af typen tetraterpener der har bruttoformlen C40H56.
Karotinerne og deres derivater, karotinoiderne, er pigmenter med farverne gul, orange, rød eller violet som syntetiseres i planter og anden flora, men ikke i dyr. 
Karotinoiderne er blandt andet ansvarlig for den orange farve i gulerødder og for farverne i mange andre frugter og grønsager samt for en stor del af de glødende høstfarver.
Karotinoider anvendes som fødevarefarver med E-nummeret E 160.
| Mad og drikke | Spire Denne artikel om mad og drikke er en spire som bør udbygges. Du er velkommen til at hjælpe Wikipedia ved at udvide den. |

| Kemi | Spire Denne artikel om kemi er en spire som bør udbygges. Du er velkommen til at hjælpe Wikipedia ved at udvide den. |